# Anthidium weyrauchi
Anthidium weyrauchi är en biart som beskrevs av Schwarz 1943. Anthidium weyrauchi ingår i släktet ullbin, och familjen buksamlarbin. Inga underarter finns listade i Catalogue of Life.